# Partito Democratico (Turchia 1946)
Il Partito Democratico (Demokrat Parti in turco) è stato un partito politico turco di centro-destra.

## Storia
Adnan Menderes fondò il Partito Democratico nel 1945, insieme a Celâl Bayar, Mehmet Fuad Köprülü e Refik Koraltan, in continuità con il defunto Partito nazionale per lo sviluppo per contrastare il predominante Partito Popolare Repubblicano, diventando così primo ministro dopo avere vinto le elezioni del 1950.
Il partito, pur non ripudiando del tutto la politica di occidentalizzazione del predecessore, la mitigò alquanto rivelandosi inoltre meno secolare.
I militari, perciò, ritenendo che non rispettasse i principi fondanti della Repubblica, in un clima di crescente insoddisfazione verso l'operato di Adnan Menderes, ritenuto troppo rigido e inflessibile, lo rimossero dal governo con un colpo di Stato guidato da Cemal Gürsel.
In seguito Menderes fu giustiziato e il 29 settembre 1961 il partito sciolto.

### Tentativi di rilancio
Nel novembre del 1992 alcuni membri fondatori del partito – come preannunciato al 5° gran congresso – lo ricostituirono con lo stesso nome e simbolo, ponendo inizialmente alla sua guida Hayrettin Erkmen, sebbene il suo esponente di maggior spicco fosse Aydın Menderes, figlio di Adnan, che fu eletto terzo presidente del partito nel febbraio del 1994 e lo guidò fino a un incidente stradale nel 1996.
Il rifondato Partito Democratico non si uniformò mai alle ideologie politiche dominanti, e non partecipò alle elezioni del novembre 2002. Fra i capi più recenti del partito c'è Yalçın Koçak.
Alle politiche del 2007 si è presentato un nuovo Partito Democratico, anch'esso conservatore e che si ispira al vecchio PD. Il nuovo PD è nato dal Partito della Retta Via. Il nuovo PD, però, ha conseguito alle elezioni il 5,4% dei voti, quasi dimezzando il risultato che il Partito della Retta Via conseguì nel 2005 (9,6%). I democratici, inoltre, non superando lo sbarramento del 10%, non hanno conseguito seggi.
Nell'ottobre del 2009 il Partito della Madrepatria (ANAP) è confluito nel PD. Del resto già nel 2007 il Partito della Retta Via aveva tentato di coinvolgere l'ANAP nel nuovo progetto.